# Thripophaga
Thripophaga es un género de aves paseriformes perteneciente a la familia Furnariidae que agrupa a especies nativas de América del Sur, donde se distribuyen de forma disjunta en regiones andinas del noroeste del continente, de la Amazonia, de la Orinoquia y de la Mata Atlántica del este de Brasil. Sus miembros reciben el nombre común de colasuaves.

## Etimología
El nombre genérico femenino «Thripophaga» se compone de las palabras del griego «θριψ thrips, θριπος thripos» que significa ‘pollilas de la madera’, y «φαγος phagos» que significa ‘comer’.

## Características
Las especies de este género miden entre 14,5 y 19 cm de longitud y se caracterizan por tener las plumas de la cola ampliamente arredondadas, sin puntas. Sin embargo, algunos colasuaves son estriados y otros lisos, algunos muestran un parche en el barbijo, otros no. Casi seguramente el género no configura una unidad natural. Son encontrados principalmente en selvas húmedas de baja altitud.

## Taxonomía
Algunos autores anteriores ya levantaban la sospecha de que el presente género no era monofilético. Los amplios estudios filogenéticos de Derryberry et al. (2011), encontraron que la entonces Thripophaga berlepschi estaba embutido dentro del género Cranioleuca, y que T. fusciceps y T. cherriei son especies hermanas. La especie tipo, T. macroura, no fue incluida en el muestreo del estudio.
Con base en este estudio, las clasificaciones Aves del Mundo (HBW) y Birdlife International (BLI) colocaron a T. berlespchi en el género Cranioleuca, y trasladaron la entonces especie Cranioleuca gutturata al presente género. Los amplios estudios genético-moleculares de Harvey et al. (2020) confirmaron estos cambios taxonómicos. Lo que fue seguido posteriormente por el Congreso Ornitológico Internacional (IOC) y Clements checklist/eBird.
La especie T. amacurensis fue recientemente descrita, en el año 2013, y posee características similares a T. cherriei y a T. macroura.

## Lista de especies
Según las clasificaciones del Congreso Ornitológico Internacional (IOC) y Clements Checklist/eBird el género agrupa a las siguientes especies con el respectivo nombre popular de acuerdo con la Sociedad Española de Ornitología (SEO):
| Imagen | Nombre científico       | Autor                            | Nombre común          | Estado de conservación | Distribución |
| ------ | ----------------------- | -------------------------------- | --------------------- | ---------------------- | ------------ |
|        | Thripophaga macroura    | (Wied-Neuwied, 1821)             | colasuave estriado    | VU                     |              |
|        | Thripophaga cherriei    | Berlepsch & Hartert, 1902        | colasuave del Orinoco | VU                     |              |
|        | Thripophaga amacurensis | Hilty, Ascanio & Whittaker, 2013 | colasuave del Amacuro | VU                     |              |
|        | Thripophaga fusciceps   | P.L. Sclater, 1889               | colasuave sencillo    | LC                     |              |
|        | Thripophaga gutturata   | (d'Orbigny y Lafresnaye, 1838)   | curutié jaspeado      | LC                     |              |